# برونو گاردا
برونو گاردا (به پرتغالی: Bruno Ernesto Guarda) هافبک اهل برزیل است که در شهر پیراسیکابا و در تاریخ ۶ فوریهٔ ۱۹۸۶ به دنیا آمده‌است.
برونو گاردا در تیم‌های فوتبال DFW Tornados سابقهٔ حضور دارد.